# 広島市立千田小学校

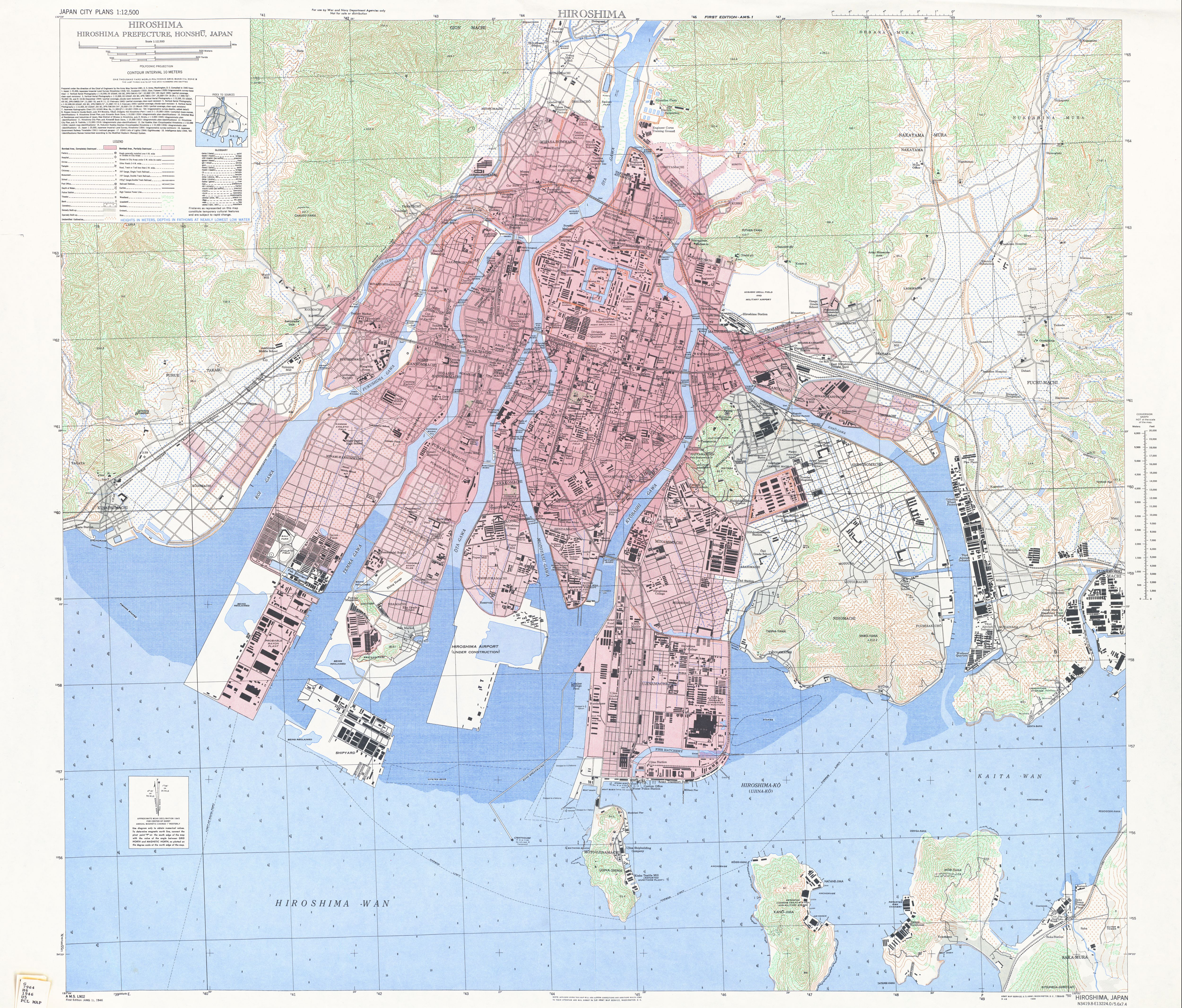
1945年アメリカ軍作成の広島市地図。千田小（当時は千田国民学校）は"Senda Grade School"と表記されている。

広島市立千田小学校（ひろしましりつ せんだしょうがっこう）は、広島県広島市中区東千田町二丁目にある市立小学校。

## 概要
1924年（大正13年）創立の市内でも古い小学校。
1945年（昭和20年）広島市への原子爆弾投下により被災。当時の校舎の一部が被爆遺構として校内に残っており、著名な被爆樹木「被爆アオギリ」の2世樹も移植されている。現在市内小中学校で歌われている「アオギリのうた」は当校出身者が作詞作曲したもの。

## 沿革
- 1924年（大正13年）4月1日 - 「広島市立千田尋常高等小学校」として開校。
- 1941年（昭和16年）4月1日 - 「千田国民学校」と校名変更。
- 1945年（昭和20年）8月6日 - 原爆投下により、教師3名、児童41名が犠牲となる。
- 1945年（昭和20年）9月1日 - 残留児童の授業を再開する。
- 1947年（昭和22年）4月1日 - 学制改革により「広島市立千田小学校」に改称。
- 1963年（昭和38年）11月6日 - 環境緑化全国コンクールに入選。
- 1980年（昭和55年）4月23日 - 広島赤十字・原爆病院小児科に病院内学級を開設する。

## 校内の被爆遺構

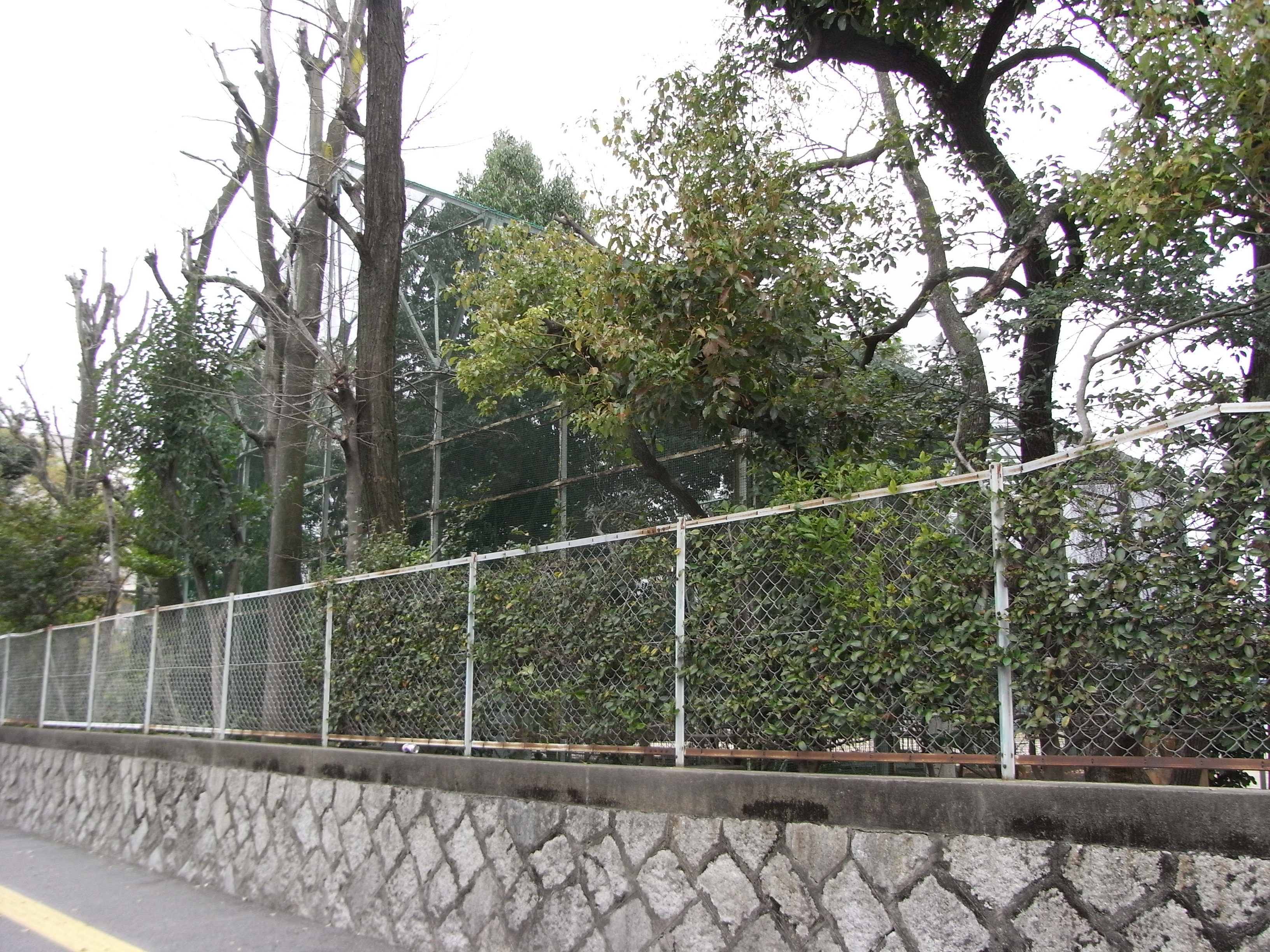
被爆遺構である飼育舎（戦前の講堂）

校内にある小動物飼育舎は、「千田国民学校」時代の1945年8月6日、原爆に被災して鉄骨のみが焼け残った講堂（1929年竣工）の遺構を利用し、1956年（昭和31年）飼育舎として作り替えられた被爆建造物である。
1976年（昭和51年）8月3日、校内に千田国民学校原爆犠牲者追憶碑を建立した。
校内にある被爆樹木であるイチョウ・カイヅカイブキなどが広島市の「被爆樹木リスト」に登録されている。また校内緑化に伴い他所から移植した被爆樹木・二世樹木も存在する。
その他に、国旗掲揚台、建物の土台、東門門柱などが多数保存されている。

## 学区
- 大手町5丁目
- 千田町1～3丁目
- 東千田町1～2丁目
- 南千田西町
- 南千田東町
- 南竹屋町
- 平野町

## 進路
卒業生は基本的に広島市立国泰寺中学校に進学する。

## 交通
- 広島電鉄
  - 広島電鉄宇品線・広電本社前停留場下車
  - 広島電鉄宇品線・日赤病院前停留場下車
- バス 
  - 広電前バス停下車

## 著名な関係者
出身者
- 渡辺正 - サッカー日本代表、監督、メキシコシティオリンピック銅メダリスト
- 大石信幸 - サッカー日本代表
- 宮本輝紀 - サッカー日本代表、メキシコシティオリンピック銅メダリスト
- 岡光龍三 - サッカー日本代表候補